# Instinction (Computerspiel)
Instinction ist ein beim neuseeländischen Studio Hashbane Interactive in Entwicklung befindendes Action-Adventure mit Horrorspiel-Elementen für Microsoft Windows, PlayStation 5, PlayStation 4, Xbox One und Xbox Series. Die Veröffentlichung von Instinction, das von der Dino Crisis-Computerspielserie (erschienen zwischen 1999 und 2003) inspiriert ist und dementsprechend von Dinosauriern handelt, ist im vierten Quartal 2025 geplant.

## Setting, Handlung und Gameplay
Instinction ist laut Entwicklerbeschreibung ein Action-Adventure mit Horrorelementen.
Ein Großteil des Spiels spielt im fiktiven Tal (Valley of the Rift), wo Gegenwart und Vergangenheit aufeinandertreffen. Das Tal, das auf der Halbinsel Yucatán versteckt liegt, ist die Heimat von Dinosauriern, die mit einer alten menschlichen Zivilisation koexistieren, die sich für den Schutz des Gebiets und seiner Lebewesen einsetzt. Der Spieler übernimmt die Kontrolle über eine mexikanisch-amerikanische Ökologin namens Isabel Sierra. Isabels Großmutter, die auf der Halbinsel geboren wurde, ist todkrank und bat Isabel, zu ihrem Geburtsort zu reisen, um ein Erbstück ihres indigenen Volkes zurückzugeben. Unterdessen begibt sich eine Organisation in das Tal und zu seinen Bewohnern und behauptet, ihr Grund für ihre Anwesenheit sei die Verhinderung einer Naturkatastrophe.
Neben dem Einzelspielermodus wird das Spiel auch einen Kooperationsmodus für bis zu drei Spieler bereithalten. Instinction ist ein Open-World-Spiel. Die Protagonistin kann aus der Ego- und Third-Person-Perspektive gesteuert werden. Die Spielwelt, die hauptsächlich aus Wäldern, Schluchten, Tempeln und wissenschaftliche Forschungseinrichtungen besteht, wird ergänzt durch wechselnde Wetter. Die Fauna im Spiel setzt sich aus mindestens 26 prähistorischen Tierarten zusammen; neben Dinosauriern wie Kronosaurus, Homo floresiensis und Carnotaurus finden sich auch andere ausgestorbene Tierarten, wie die Säbelzahnkatze Smilodon. Weitere prähistorische Tiere können mittels DLCs erkauft werden.
Damit die Spielerin ihre Neben- und Hauptmissionen erfüllen kann, muss sie Rätsel lösen und gegen Feinde und Tiere bestehen.

## Entwicklung, Marketing und Veröffentlichung
Instinction wird vom neuseeländischen Studio Hashbane Interactive entwickelt. Das Unternehmen wurde von Mitarbeitern der Designfirma Dane Design gegründet. Mehrere Mitarbeiter der Firma waren Fans der Dino-Crisis-Spiele. Als Hobby begannen sie mit der Unreal Engine, die die Firma seit 2015 zum Entwerfen von 3D-Gebäuden verwendete, mit dem Entwurf eines Dinosaurier-Videospiels. Ein funktionierender Prototyp des Spiels war innerhalb einer Woche fertig, und die Ergebnisse veranlassten das Team, die Entwicklung eines vollständigen Spiels durch die Gründung von Hashbane zu forcieren.
Das Spiel wird mit der Unreal Engine 5 entwickelt. Das Entwicklerteam ließ sich eigenen Angaben zufolge auch von anderen Spieleserien wie Turok, Tomb Raider, Metal Gear, Uncharted sowie den Videospielen Trespasser (erschienen 1998) und Alien: Isolation (2014) inspirieren.
Paläontologen, die Hashbane Interactive konsultierte, standen bei der Entwicklung beratend zur Seite. Das Entwicklerteam trug eine Sammlung von Vogelstimmen aus verschiedenen Teilen der Welt zusammen und modifizierte sie, um die Soundeffekte der Dinosaurier zu erzeugen. Für die Umgebungen des Spiels recherchierte das Team zu Klima, Pflanzenarten und verschiedenen Gesteinsarten.
Nach rund einem Jahr Entwicklungszeit wurde Instinction im Februar 2021 angekündigt. Im Verlauf desselben Jahres wurden mehrere Trailer veröffentlicht. Instinction sollte ursprünglich im September 2022 erscheinen. Das Projekt war dabei zunächst eigenfinanziert. Anfang 2022 kamen zusätzliche Mittel von der neuseeländischen Investmentgesellschaft Hillfarrance, wodurch Hashbane ihr Personal erweitern und das Spiel weiterentwickeln konnte.
Als Ergebnis der neuen Finanzierung und Entwicklungsarbeit, wurde die Veröffentlichung des Spiels auf das Jahr 2025 verschoben. Laut Entwicklerangaben ist eine Veröffentlichung im 4. Quartal jenes Jahres angepeilt. Mit September Stand 2024 ist im 3. Quartal 2025 ein Alpha Access für Vorbesteller der Supporter Edition geplant. Instinction kann als Standard Edition und Supporter Edition vorbestellt werden.
Das Dinosaurierspiel wird für die Systeme PlayStation 4, PlayStation 5, Microsoft Windows, Xbox One und Xbox Series X/S entwickelt. Zwischenzeitlich war Instinction auch für Google Stadia geplant, bis Google LLC bekannt gab, dass es den Dienst einstellt.